# Springdale (Utah)
Pour les articles homonymes, voir Springdale.
Le village de Springdale est situé dans le comté de Washington, dans l’État de l’Utah, aux États-Unis. Lors du recensement de 2000, sa population s’élevait à 457 habitants.
Springdale a été établie par les mormons.

## Source
- (en) Cet article est partiellement ou en totalité issu de l’article de Wikipédia en anglais intitulé « Springdale, Utah » (voir la liste des auteurs).